# ريج ريد
ريج ريد (بالإنجليزية: Reg Reid)‏ هو لاعب هوكي الجليد أمريكي، ولد في 17 فبراير 1899، وتوفي في 14 يناير 1986.

## وصلات خارجية
- ريج ريد على موقع دوري الهوكي الوطني (الإنجليزية)
- ريج ريد على موقع قاعة مشاهير الهوكي (لاعب أن.إتش.أل) (الإنجليزية)
- ريج ريد على موقع EliteProspects.com (الإنجليزية)
- ريج ريد على موقع Hockey-Reference.com (الإنجليزية)